# Teatro o Bando
Teatro O Bando é uma companhia de teatro profissional portuguesa em atividade desde 1974, embora apenas tenha sido formalmente constituída em 1979. "Um colectivo que elege a transfiguração estética enquanto modo de participação cívica e comunitária".

## Fundação
A Cooperativa de Produção Artística Teatro-Animação O Bando, CRL foi fundada a 10 de abril de 1979, com sede no Palácio Anjos, em Algés, pelos artistas João Brites, Jaqueline Tison, Cândido Ferreira, Carmen Marques, Jorge Barbosa (actor) e Maria Janeiro.
No seu começo a companhia foi pensada e estruturada em torno do teatro para a infância conceito que visava combater a crescente tendência infantilizante da criança gerada pelos espetáculos da vertente do teatro infantil. Colocando a criança como parte ativa sociedade, como pensadora política e artística capaz de utilizar a realidade concreta e o sonho sem ser obrigada a encaixar-se num formato redutor e comercial dos que pré-concebem a criança e a desarmam com histórias de fadas e mundos construídos por adultos acabando por perverter assim o potencial do imaginário infantil. 

## O Singularismo como corrente estética
Hoje o Teatro o Bando mantém uma metodologia coletivista da criação, apoiada numa experiência acumulada, designada por '‘singularismo’' com o pressuposto da obtenção de obras mais inesperadas e singulares, precisamente porque não foram resultado de um único indivíduo iluminado. As obras são reconhecíveis porque a liderança artística se revê na dimensão transpessoal dos seus resultados, e não por se consubstanciar em variantes de um mesmo estilo de representação que se repete.
O Teatro o Bando reatualiza assim os conhecimentos adquiridos na procura de uma inquietante impertinência dos espetáculos inclassificáveis.
A noção de '‘singularismo’', agora mais refletida, discutida e esclarecida, constitui-se como a âncora estruturante da organização interna do grupo - cujas responsabilidades são cada vez mais partilhadas, particularmente pelos mais novos - e de todas as iniciativas nas diferentes áreas de intervenção.
O protagonismo da criação teatral, também se alimenta de um conjunto de micro e de macro atividades culturais, nomeadamente no âmbito da formação e captação e sensibilização de públicos, que interagindo entre elas e com participantes muito diversos, contribui para um cada vez maior impacto na comunidade, no meio artístico e na formação de atores.

## Dramaturgia
O Teatro o Bando adapta textos não-dramáticos para teatro assim muitas vezes romances, poemas, textos de tradição oral sobem ao palco e compõem a base do trabalho dramatúrgico desta companhia sendo o Teatro o Bando o grupo de teatro português que mais espetáculos encena a partir de obras de autores de língua portuguesa, entre muitos destacam-se:
- Gente Feliz com Lágrimas, a partir da homónima de João de Melo
- Bichos, a partir da obra homónima de Miguel Torga
- Gente Singular, a partir da obra homónima de Manuel Teixeira Gomes
- Pino do Verão, a partir de poemas de Eugénio de Andrade
- Ensaio sobre a Cegueira, a partir da obra homónima de José Saramago

## Espaços cénicos e máquinas de cena
Partindo de um transfiguração estética e através de uma arte elástica que em adição ás artes plásticas, aos materiais, arquiteturas e espaços sugeridos pela natureza cria espaços para teatro numa colina, numa praça, num monumento, num comboio, ou num telhado, o teatro o bando tem procurado o espaço não convencional para instalar o seu espaço cénico, chegando mesmo a utilizar as salas convencionais de teatro modificando-as avançando pela plateia adentro buscando um rompimento da frontalidade formal.

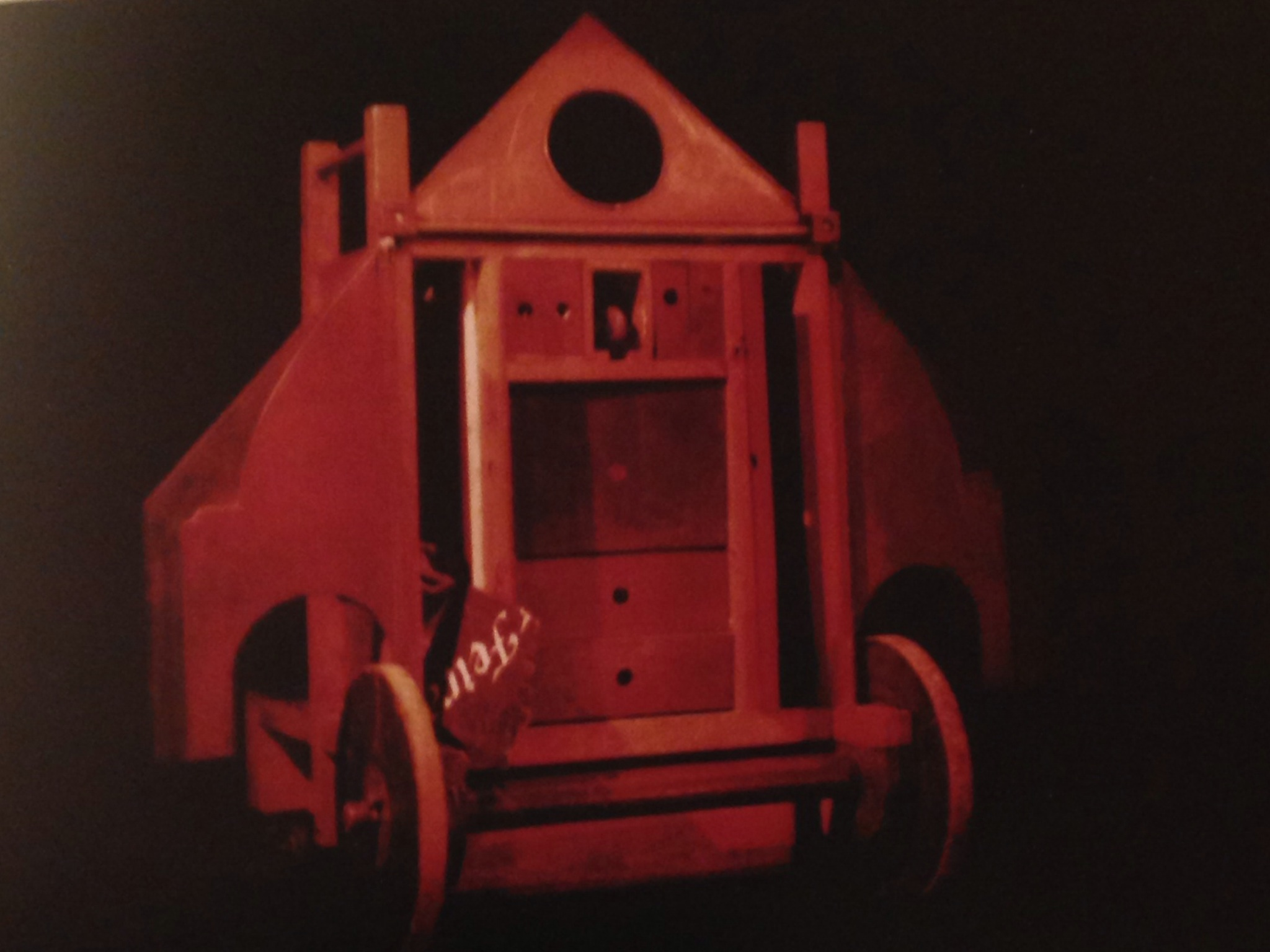
TRONO (Afonso Henriques) foto Rui Cunha

O Teatro o Bando cria espetáculos com recurso a dispositivos que, no conjunto, formam aquilo que se designa por máquinas de cena, e que não são nem cenários estáticos, nem adereços ou objetos de que os atores se servem, porque podem ser comparados a personagens, dado que criam ambientes, tensões, sentimentos, mesmo quando não estão em movimento. «é um teatro que desenha paisagem e paisagem não apenas no sentido da natureza», afirma o crítico de teatro Jorge Listopad.
O Teatro o Bando reconhece-se na possibilidade de as várias componentes de um espetáculo - que juntas formam esse todo - serem isoláveis e ter cada uma delas uma qualidade diferente podendo ser um potencial objeto de valor artístico por si só. São estas as personagens (que podem fazer espetáculos isoladamente e.g. Ti Miséria), o texto (normalmente adaptação dramatúrgica a partir de um texto não-dramático), a máquina de cena (objeto de que permite varias leituras dependendo da perspectiva e mesmo quando está isolado), a composição musical (com sentidos abstratizantes que permitem compor depois uma Banda Sonora) e o espaço cénico (com dimensão e ângulos imprevistos, realçados pelo desenho de luz, ou pelo ambiente concreto da serra da rua ou de um novo e inesperado lugar dentro de um Teatro).

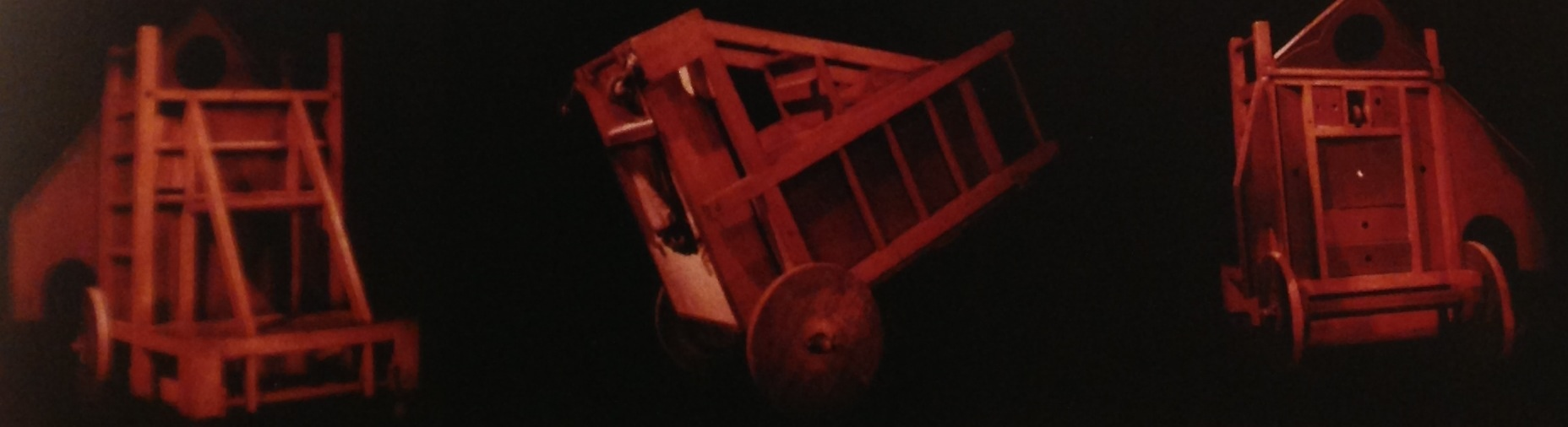
TRONO (Afonso Henriques) foto Rui Cunha

Como resultado de uma intensa atividade de itinerância as máquinas de cena ganharam relevo na história do Bando. Maria Helena Serôdio refere-se a estas como objectos polisssémicos que, apoiados nessa qualidade, ganham um sentido ou função conforme a posição ou lugar que ocupam na cena. Uma das máquinas de cena mais famosa é a do espetáculo Afonso Henriques (em cena desde 1983) que é apelidada de TRONO mas que conforme a posição em que está sugere ser um BERÇO, uma CARRETA, um CASTELO, uma SÉ ou simplesmente uma CAMA .
A partir deste património o Teatro o Bando tem na sua sede, espalhadas pela encosta e integradas na paisagem várias dessas máquinas de cena numa exposição chamada AO RELENTO.

## Sede

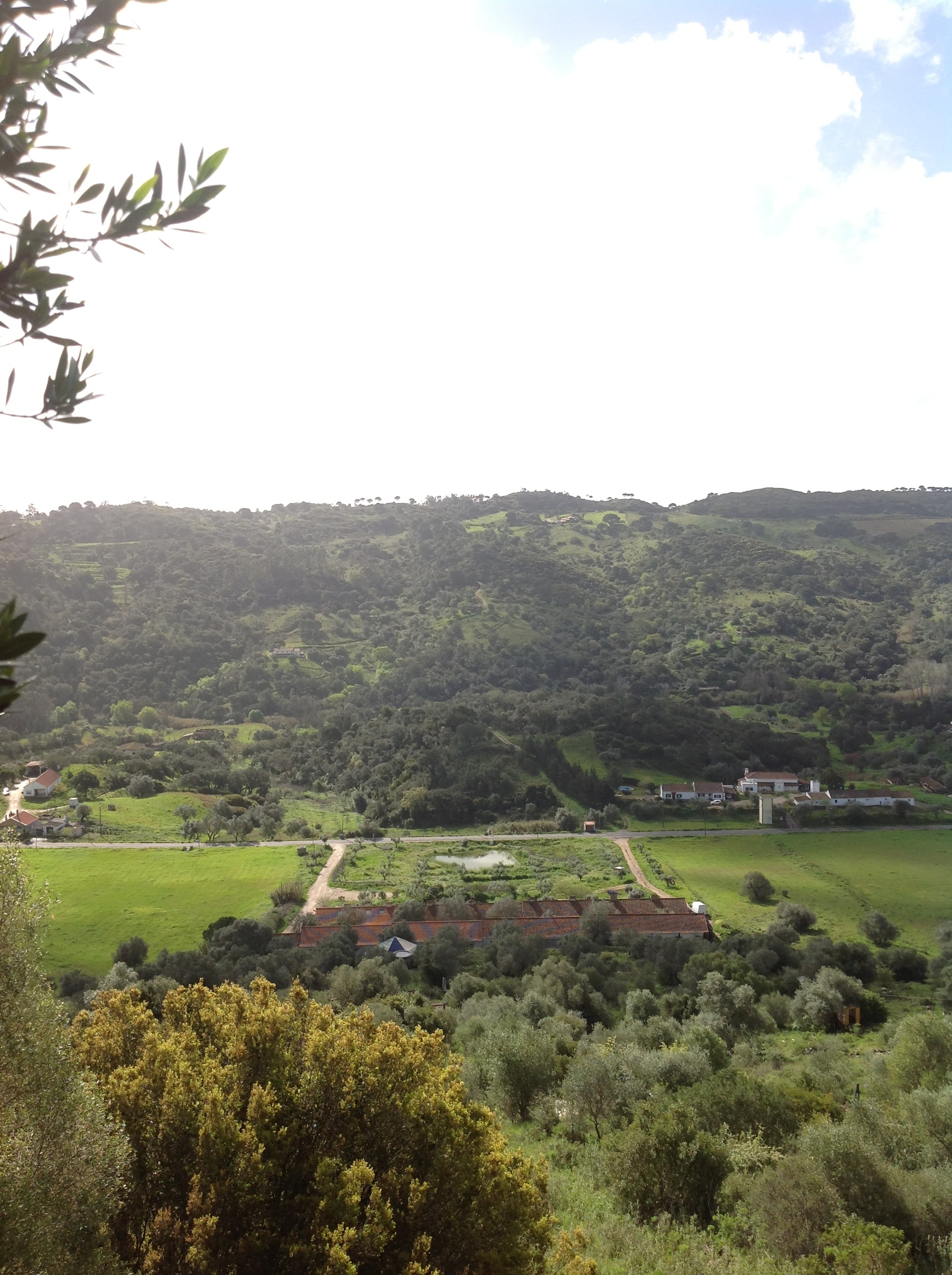
Sede vista do topo da Serra

A primeira sede do teatro o bando foi em Sintra. Depois esteve sediado em Meleças em 1976 passando por Marvila, Algés e FAPIR entre 1977 e 1980. Fixou-se em Benfica entre 1980 e 1983 e depois na sala das novas tendências do Teatro da Comuna de 1984 a 1991. A Abril de 1991 ocupou o espaço conhecido como estrela 60.

### Sede atual (2013)
Desde 2000 que o Teatro o Bando está sediado em Vale de Barris, Palmela. Situado em pleno Parque Natural da Arrábida na encosta da Serra do Louro numa Quinta que se estende da estrada ao cume preenchendo uma língua de 80 hectares o Teatro o Bando vive entre oliveiras e rebanhos ocupando dois pavilhões que eram antigas malhadas com espaço para escritório, camarins, oficinas, palcos interiores e exteriores e um caminho pedonal que ziguezagueia até ao topo da Serra e que é conhecido por muitos caminhantes. 

## Estrutura e funcionamento da Cooperativa (2013)
O Teatro o Bando está organizado como cooperativa cultural desde a sua fundação, sendo, a par da portuense Cooperativa Árvore, das primeiras cooperativas culturais portuguesas. Embora em termos fiscais isso pouco o diferencie de uma empresa, a denominação cooperativa, com todo o peso que tem (assembleia, custos e processos), é um formato reafirmado anualmente em assembleia-geral de cooperadores que visa fazer frente a um sistema crescentemente antidemocrático e obscurantista que, embora possa ser combatido artisticamente, pode também sê-lo organizacionalmente, com exemplos práticos, comunitários e sociais como o do Teatro o Bando. É pessoa coletiva de utilidade pública e entidade formadora certificada.

### Assembleia-Geral e Direção
Como acontece em qualquer cooperativa a Assembleia-Geral de Cooperadores é o mais alto órgão composto por 22 cooperadores (Adelaide João, Ana Brandão, Antónia Terrinha, António Braga, Bibi Gomes, Clara Bento, Fátima Santos, Gonçalo Amorim, Guilherme Noronha, Horácio Manuel, Isabel Atalaia, João Brites, João Neca, Juliana Pinho, Jorge Salgueiro, Lima Ramos, Miguel Jesus, Nicolas Brites, Paula Só, Raul Atalaia, Rui Francisco, Sara de Castro e Suzana Branco) que elegem a Direção (João Brites, Raul Atalaia e Sara de Castro que dirigem o Teatro o Bando e a equipa fixa no seu dia-a-dia) e os restantes corpos da cooperativa. Uma das nomeações também feita em assembleia geral é a Direção Artística.

### Direção artística
A Direção Artística é o núcleo criativo mais regular que discute, concebe e executa os projetos dirigindo-os do conceito/ideia/desenho para o Teatro e é composta pelos seguintes artistas: João Brites Encenação e Dramaturgia e Cenografia; Rui Francisco Espaço Cénico; Teresa Lima Oralidade, Jorge Salgueiro Direção Musical; Miguel Jesus Dramaturgia e Conteúdos; Clara Bento Figurinos e Adereços.

## Outros aspetos
- A 25 de Junho de 2010 a Presidência do Conselho de Ministros declarou a Cooperativa de Produção Artística Teatro Animação O Bando, C.R.L. como pessoa coletiva de Utilidade pública publicado em Diário da República.[8]